# Kris Benson
Kristin James "Kris" Benson, född den 7 november 1974 i Superior i Wisconsin, är en amerikansk före detta professionell basebollspelare som spelade nio säsonger i Major League Baseball (MLB) 1999–2000, 2002–2006 och 2009–2010. Benson var högerhänt pitcher.

## Karriär

### Amatörkarriär
Benson förväntades kunna bli en av världens bästa spelare som ung. Som amatör deltog han vid olympiska sommarspelen 1996 i Atlanta, där han var med och erövrade brons för USA.
Som universitetsspelare var han obesegrad sin sista amatörsäsong och utsågs av den ansedda tidningen Baseball America till årets universitetsspelare i USA.

### Major League Baseball

#### Pittsburgh Pirates
Benson draftades av Pittsburgh Pirates 1996 som första spelare totalt och fick en rekordstor bonus på cirka två miljoner dollar när han skrev kontrakt med klubben.
Efter att ha jobbat sig upp genom Pirates farmarklubbssystem debuterade han i MLB den 9 april 1999. Debutåret slutade Benson fyra i omröstningen om årets bästa rookie i National League efter att ha varit 11-14 (elva vinster och 14 förluster) med en earned run average (ERA) på 4,07. 2000 var ett ännu bättre år som i efterhand visade sig vara hans bästa. Han var 10-12 med en ERA på 3,85. Inför säsongen 2001 skadade han armbågen, opererades och var borta hela året men kom tillbaka 2002.

#### New York Mets
Mitt under 2004 års säsong byttes Benson bort till New York Mets. Efter den säsongen blev han free agent, men skrev på igen för Mets.

#### Baltimore Orioles
Inför 2006 års säsong byttes han bort till Baltimore Orioles efter bland annat en kontrovers rörande hans fru.

#### Philadelphia Phillies
Inför 2007 års säsong skadade Benson axeln svårt och missade en och en halv säsong innan han gjorde comeback under 2008 i Philadelphia Phillies farmarklubbssystem utan att göra någon succé. 

#### Texas Rangers
2009 kontrakterades Benson av Texas Rangers, men efter en svag inledning av säsongen skickades han ned till en farmarklubb och det blev bara åtta matcher för Rangers.

#### Arizona Diamondbacks
2010 spelade Benson för Arizona Diamondbacks, men skadade sin axel igen och avbröt säsongen efter bara tre matcher.
I januari 2011 tillkännagav Benson att han slutade som spelare.